# Grup de la cobaltita
El grup de la cobaltita és un grup de minerals de la classe dels sulfurs format per divuit espècies minerals: andrieslombaardita, changchengita, cobaltita, gersdorffita, guixiangita, hollingworthita, irarsita, jolliffeïta, kalungaïta, maslovita, mayingita, michenerita, milotaïta, padmaïta, testibiopal·ladita, tolovkita, ullmannita, willyamita. També s'inclou una espècie no aprovada per l'Associació Mineralògica Internacional (IMA), coneguda com UM1991-19-Se:AsCo, que va ser descrita juntament amb la jolliffeïta l'any 1991, i la platarsita, desacreditada per l'IMA l'any 2023 al ser considerada una varietat de sperrylita rica en sofre. La darrera espècie que ha entrat a formar part és la guixiangita, aprovada per l'IMA l'estiu de 2025.
La cobaltita, el mineral que dona nom al grup, cristal·litza en el sistema ortoròmbic, i la willyamita en el monoclínic o triclínic. La resta d'espècies cristal·litzen en el sistema isomètric.
Els membres més comuns del grup són la cobaltita (CoAsS) i la gersdorffita (NiAsS); precisament aquesta darrera també dona nom a una altra nomenclatura del grup, el grup de la gersdorffita, que actualment es considera un sinònim del de la cobaltita.
| Espècie            | Fórmula          |
| ------------------ | ---------------- |
| Andrieslombaardita | RhSbS            |
| Changchengita      | IrBiS            |
| Cobaltita          | CoAsS            |
| Gersdorffita       | NiAsS            |
| Guixiangita        | NiBiS            |
| Hollingworthita    | (Rh,Pt,Pd)AsS    |
| Irarsita           | (Ir,Ru,Rh,Pt)AsS |
| Jolliffeïta        | NiAsSe           |
| Kalungaïta         | PdAsSe           |
| Maslovita          | PtBiTe           |

| Espècie            | Fórmula |
| ------------------ | ------- |
| Mayingita          | IrBiTe  |
| Michenerita        | PdBiTe  |
| Milotaïta          | PdSbSe  |
| Padmaïta           | PdBiSe  |
| Testibiopal·ladita | PdSbTe  |
| Tolovkita          | IrSbS   |
| Ullmannita         | NiSbS   |
| Willyamita         | CoSbS   |

Als territoris de parla catalana han estat descrites tres espècies: la cobaltita, la gersdorffita i la ullmannita:
- Cobaltita: a la mina Eureka (La Torre de Cabdella, Pallars Jussà),[7] a la mina Solita (Peramea, Baix Pallars),[8] a les mines del Mas de Gallofré (L'Albiol, Baix Camp)[9] i a la mina Serrana (El Molar, Priorat).[10]
- Gersdorffita: a la mina Atrevida (Vimbodí i Poblet, Conca de Barberà).[11]
- Ullmannita: a la mina Serrana (El Molar, Priorat)[12] i a les mines de Cierco (Vilaller, Alta Ribagorça).[13]